# Lèmur mostela comú
El lèmur mostela comú (Lepilemur mustelinus) és una espècie de lèmur nadiu del nord-est de Madagascar, on viu en boscos tropicals. Té el dors de color castany vermellós i el ventre de color castany grisós. Les parts més properes a la cua són més fosques. Té el pèl llarg i suau. El cos mesura 30-35 cm i la cua 25-30 cm.